# Санта-Эулалия-де-Арнозу
Санта-Эулалия-де-Арнозу (порт. Santa Eulália de Arnoso) — населённый пункт и район в Португалии, входит в округ Брага. Является составной частью муниципалитета Вила-Нова-де-Фамаликан. Находится в составе крупной городской агломерации Большое Минью. По старому административному делению входил в провинцию Минью. Входит в экономико-статистический субрегион Аве, который входит в Северный регион. Население составляет 1122 человека по переписи 2001 года. Занимает площадь 2,68 км².